# Happy Song
«Happy Song» (en español: Canción feliz) es el segundo sencillo grabada por la banda de rock británico Bring Me the Horizon. Fue producido por el tecladista Jordan Fish y el vocalista Oliver Sykes, que se presentó el quinto álbum de estudio llamado That's The Spirit. La canción alcanzó el número 55 en la lista de sencillos del Reino Unido y de la cabeza de la lista de sencillos del Reino Unido rock y metal.
Al ser la primera "canción pesada" preparaba para el uso de That's The Spirit, "Happy Song" cuenta con letras sobre la depresión y es considerada la canción que da título no oficial para el álbum debido a su uso de la frase titular. Muchos críticos han aclamado la pista como un punto culminante del álbum, alabando su estilo más pesado incluyendo prominente riff de guitarra, a la vez que lo identifica como un cambio en el estilo musical del material anterior de la banda.

## Composición
Debido a su uso de la frase "That's The Spirit", la canción ha sido descrito por el líder de la banda, Oliver Sykes como del álbum "La pista del título no oficial". Al hablar en un comentario de pista por pista de Spotify , el cantante describió la frase como" irónicamente sombrío", señalando que "es sólo alguna vez realmente utilizado por las personas cuando no tienen idea de qué decir no hay una respuesta, no hay solución;. la única cosa que se puede decir es simplemente" seguir adelante con ella ', y eso es lo que "Happy Song" es todo esto".

## Recepción

### El rendimiento comercial
"Happy Song" entró en el UK Singles Chart en el número 55 el 17 de julio de 2015, mientras que también encabezan la UK Rock & Metal Singles Chart. Se mantuvo en la cima de la tabla de la semana siguiente, antes del siguiente sencillo de la banda, "Throne" tomó su lugar.

### Recepción de la crítica
Revelando la noticia de la liberación de la pista, el escritor de Rock Sound, Andy Biddulph describe "Happy Song" como "absolutamente enorme" y en una revisión de Ese es el espíritu más tarde bautizado como "épica, atronadores y la altísima en igual medida". Laa música alimenta escritor Emmy Mack describió la canción como " una nueva monstruosa himno del rock", comparándolo con la música de sangre real por el doblaje" un latido, resoplando belter roca ".  El escritor de  AllMusic, James Christopher Monger selecciona "Happy Song" como el punto culminante de That's The Spirit, describiendo como "auspicioso" y "febril".

## Apariciones
- Esta canción y "Throne" se utilizaron los tema oficiales del evento histórico de la empresa deportiva WWE: NXT TakeOver: Respect
- Esta canción forma parte de la banda sonora del videojuego de EA Sports UFC 2.
- Esta canción forma parte de la banda sonora del videojuego de WWE 2K22.

## Lista de canciones
Descarga digital
| Descarga digital |              |          |  |
| N.º              | Título       | Duración |  |
| 1.               | «Happy Song» | 3:59     |  |

7" vinyl
| 7" vinyl |                             |          |  |
| N.º      | Título                      | Duración |  |
| 1.       | «Happy Song»                | 3:59     |  |
| 2.       | «Happy Song» (instrumental) | 3:59     |  |

## Posicionamiento en lista
| Lista (2015–16)                               | Mejor posición |
| --------------------------------------------- | -------------- |
| Australia (ARIA)                              | 68             |
| Escocia (OCC)                                 | 35             |
| Estados Unidos (Hot Rock & Alternative Songs) | 19             |
| Estados Unidos (Mainstream Rock Airplay)      | 2              |
| Estados Unidos (Rock & Alternative Airplay)   | 18             |
| Reino Unido (UK Singles Chart)                | 55             |
| Reino Unido (UK Rock & Metal Singles)         | 1              |

| Lista (2015)                                  | Posición |
| --------------------------------------------- | -------- |
| Estados Unidos (Hot Rock & Alternative Songs) | 90       |
| Lista (2016)                                  | Posición |
| Estados Unidos (Hot Rock & Alternative Songs) | 70       |

## Certificaciones
| País        | Organismo certificador | Certificación | Ventas certificadas | Ref.   |
| ----------- | ---------------------- | ------------- | ------------------- | ------ |
| Australia   | ARIA                   | Oro           | 35 000              | [ 16 ] |
| Reino Unido | BPI                    | Silver        | 200 000             | [ 17 ] |